# Hans Vieregg

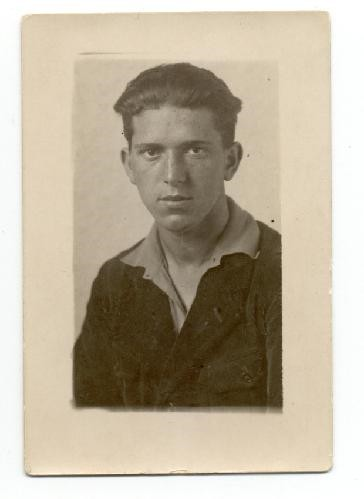
Porträt Hans Vieregg, 1930

Hans Vieregg  (* 26. November 1911 in Hamburg als Hans Levy; † 4. Januar 2005 in Suhl) war ein deutscher kommunistischer Widerstandskämpfer, nach 1945 Gewerkschaftsfunktionär des FDGB, Arbeitsdirektor eines Volkseigenen Betriebes (VEB) und im Ruhestand als Zeitzeuge und Gesprächsteilnehmer bei der politischen Bildung von Jugendlichen ehrenamtlich tätig.

## Leben und Wirken

### Im Kaiserreich und in der Weimarer Republik
Viereggs Vater war der jüdische KPD-Bürgerschaftsabgeordnete und Mitbegründer der "Hamburger Volkszeitung" Alfred Levy, seine Mutter die Hamburger Arbeiterin Anna Levy, geborene Vieregg. Mit neun Jahren beteiligte er sich an den kommunistischen Kindergruppen. Als sein Vater wegen der Beteiligung am Hamburger Aufstand eine Gefängnisstrafe absitzen musste, arbeitete er für Unterkunft und Verpflegung anderthalb Jahre lang bei einem Bauern. Auch ein Aufenthalt im MOPR-Heim im thüringischen Elgersburg fiel in diese Zeit. Er besuchte seit 1918 die reformorientierte Gemeinschaftsschule Tieloh-Süd in Hamburg-Barmbek, wo der Reformpädagoge Wilhelm Lamszus sein Lehrer wurde. Seinen Wunschberuf Lithograph konnte er wegen der Herkunft seines Vaters nicht erlernen. Daraufhin besuchte er ab 1926 die Berufsschule für Maler und betätigte sich als Klassensprecher und im Schülerrat. Inzwischen war er der Gewerkschaft sowie dem Kommunistischen Jugendverband Deutschlands (KJVD) beigetreten. Wegen einer nichterlaubten Schülerratsversammlung wurde er von der Schule verwiesen. Eine Zeitlang betätigte er sich als Schifffahrtsexpedient bei der sowjetisch-deutschen Handelsfirma DERUTRA, bis diese ihren Sitz in Hamburg aufgab. Von dem sowjetischen Parteifunktionär Chitasow eingeladen, durfte er 1930 bei einem dreimonatigen Aufenthalt zusammen mit zwei Kollegen die Sowjetunion besuchen. Nach einer Zeit der Arbeitslosigkeit bestritt er seinen Lebensunterhalt als Zeitungsakquisiteur.

### Zeit des Nationalsozialismus
In seiner Barmbeker Wohnung stellte Vieregg in einer illegalen Dreiergruppe Flugblätter her, mit denen sie zum Widerstand gegen die nationalsozialistische Regierung aufriefen. Außerdem begann er damit, Stimmungsberichte und Einschätzungen über die politische Lage zu sammeln, die er bei Zufallsbekanntschaften während seiner Reisetätigkeit aufschreiben konnte. Diese gab er weiter an die KPD-Exilleitung in Prag. Weil diese Tätigkeit gefährlich war, folgte er dem Rat seiner Freunde, den Wohnort zu wechseln. Er zog in den Berliner Bezirk Wedding, wo er sich offiziell anmeldete, aber in Wirklichkeit unter einer Deckadresse wohnte.
Wegen seines jüdischen Nachnamens, dessen Träger mehr und mehr gefährdet waren, entschloss er sich, den Geburtsnamen seiner Mutter anzunehmen, und nannte sich nun Hans Vieregg, was er sich von seinen Akquisitions-Auftraggebern auf einem offiziellen Geschäftsbogen bestätigen ließ. Wenn er sich vor irgendwelchen Personen oder Stellen auszuweisen hatte, stellte er sich als Hans Vieregg vor. Während seiner Geschäftsreisen, die ihn vor allem in zahlreiche deutsche Großstädte führten, tarnte er seine illegalen Lageberichte nach Prag durch Briefbögen, die er mit einer Geheimtinte beschrieb.
Für ihn gefährliche Kontakte mit den NS-Behörden überstand er glimpflich, so eine rassenbiologische Untersuchung durch einen SS-Arzt. Nach Kriegsbeginn wurde er zur Wehrmacht eingezogen und musste im 23. Artillerie-Ersatzbataillon in Potsdam-Nedlitz seine Grundausbildung absolvieren. Noch bevor er zum Fronteinsatz geschickt wurde, entließ ihn sein Kompaniechef aus der Wehrmacht. Das hing vor allem mit einem gerade herausgekommenen Erlass zusammen, wonach nicht nur Juden, sondern auch sogenannte „Halbjuden“ als wehrunwürdig eingestuft wurden.
Neben seiner Berufstätigkeit hatte sich Vieregg Kenntnisse darüber verschafft, wie man mit Lebensmittelkarten handeln und tauschen konnte. Er lernte dabei auch Händler kennen, die ihn mit Tabakwaren (Zigarren und Zigarillos) versorgten, mit denen er wiederum Lebensmittel für jüdische Bekannte und Freunde eintauschen konnte.
In den letzten Kriegsjahren entschloss er sich zu einem weiteren gefährlichen Vorgehen, das er aber unbeschadet überstand. Beim Lesen von Gefallenen-Anzeigen wurden ihm Postadressen jener Familien bekannt, die einen Vater, Bruder oder Sohn betrauerten. An sie schickte er Postkarten mit dem Hitler-Porträt und versah sie mit der aufgestempelten Botschaft: „Der Mörder Ihres Mannes / Vaters / Bruders / Sohnes heißt Adolf Hitler!“
Im April 1945 wurde Vieregg in einem Luftschutzkeller von einem Rotarmisten verhaftet und, nachdem dieser gemerkt hatte, dass er Russisch sprechen konnte, in die Kommandantur gebracht. Dort konnte er den sowjetischen Aufklärern hilfreich sein, indem er sie über Panzergräben und SS-Stellungen informierte.

### In den Besatzungszonen und in der DDR
Hans Levy wohnte ab 1945 im West-Berliner Ortsteil Frohnau und ließ sich dort einen neuen Ausweis auf den Namen Hans Vieregg ausstellen. Nachdem französische Besatzungstruppen Frohnau, das innerhalb des Französischen Sektors von Berlin lag, besetzt hatten, wurde er in einer Nacht-und-Nebel-Aktion verhaftet und ins Militärgefängnis Tegel überstellt, weil ihm „Kontakte mit einer fremden Macht“ (sprich: Rote Armee) angelastet wurden. Erst nach einem halben Jahr wurde er wieder freigelassen.  Danach betätigte er sich bei Hilfsaktionen für ehemalige Verfolgte des Naziregimes. So organisierte er 1946 über die Zonengrenze hinweg einen Transport von Aschenurnen ermordeter Hamburger Genossen, die er aus verschiedenen Zuchthäusern und Konzentrationslagern ausfindig machen konnte. Sie wurden in Hamburg auf einem Ehrenhain mit einer großen öffentlichen Gedenkfeier beigesetzt.
Die zweite Haftzeit Viereggs in Tegel währte vom 28. Dezember 1946 bis zum 24. März 1948. Wieder war er wegen der gleichen Vorwürfe festgesetzt worden. Aufgrund von zunehmendem Druck in der Öffentlichkeit und durch eine  parlamentarische Intervention von ehemaligen Résistance-Kämpfern in der französischen Nationalversammlung wurde Viereggs Freilassung erzwungen. Seither übernahm er in der DDR zahlreiche Leitungsfunktionen, zunächst in der Gewerkschaft FDGB, später als Arbeitsdirektor in der im Aufbau begriffenen DDR-Industrie.
Hans Vieregg war seit 1975 mit Helga Kraußer verheiratet.

### In der Bundesrepublik Deutschland
Nach der politischen Wende zog er mit seiner Frau in deren Heimatstadt Suhl. Politisch organisiert war er in der Basisgruppe Suhl des Interessenverbandes ehemaliger Teilnehmer am antifaschistischen Widerstand, Verfolgter des Naziregimes und Hinterbliebener (IVVdN) e.V. Er gab den Anstoß zu einem großangelegten Schülerprojekt zur Aufarbeitung von Verfolgung, Widerstand und Zwangsarbeit in der NS-Zeit in Suhl, an dem sich schließlich drei Schulen und zwei Gymnasien beteiligen. Am 27. Januar 1999 trug die Stadt Suhl Hans Vieregg in ihr Ehrenbuch ein.
Am 4. Januar 2005 starb Hans Vieregg im Alter von 93 Jahren.

## Ehrungen
Eintrag in das Ehrenbuch der Stadt Suhl

## Medien
- DVD Verfolgung und Widerstand im Dritten Reich. Heinz Koch im Gespräch mit Hans Vieregg, Suhl 1999. Gefördert durch das Thüringer Ministerium für Wissenschaft, Forschung und Kultur, Laufzeit 75 min. Hinweis: Die DVD ist demnächst bei der VVN-BdA Thüringen in Weimar erhältlich.